# NGC 7485
NGC 7485 (другие обозначения — PGC 70470, UGC 12360, MCG 6-50-22, ZWG 515.24) — линзообразная галактика (S0) в созвездии Пегас.
Этот объект входит в число перечисленных в оригинальной редакции «Нового общего каталога».
В галактике вспыхнула сверхновая SN 2011gu типа Ia, её пиковая видимая звездная величина составила 18,0.